# スカースデイル
スカースデイル（英語: Scarsdale）は、アメリカ合衆国ニューヨーク州のウェストチェスター郡にある町村。人口は1万8253人（2020年）。全米屈指の高級住宅街である。スカースデイル町はスカースデイル村と同一地域を占める。

## 歴史

### 植民地時代
ケイレブ・ヒースコート（Caleb Heathcote）は土地を購入し、そこは17世紀末にスカースデイルとなった。1701年3月21日に王家の領地に昇格した。名前の由来はダービーシャーにあるヒースコートの本籍地（Sutton Scarsdale）にちなむ。1712年の最初の人口調査では、住民は7人のアフリカ人奴隷を含んで12人であった。1721年にケイレブが死ぬと、娘たちが財産を継いだ。その財産は1774年に崩壊し、1788年3月7日に町が正式に設立された。
この町の中の現在ガーデンロードとママロネックロードの交差点になっているところで、アメリカ独立戦争の際に大陸軍とイギリス軍が一時的に衝突した。イギリスの指揮官ウィリアム・ハウはガーデンロードの現在でも残る農家の家に宿泊していた。スカーズデイルでの戦争の歴史はジェイムズ・クーパーの小説『スパイ』の基礎を形成した。これは著者が現在のヒースコート地区にあるAngevine Farmに住んでいた時に書かれたものである。

### 1790年–1945年
1790年の最初の連邦人口調査によると、町の人口は281人であった。1840年までにこの数字は255にまで減り、大部分が農場主や農家であった。1846年、ニューヨーク・アンド・ハーレム鉄道によりスカースデイルがニューヨークとつながり、通勤者の流入をもたらした。

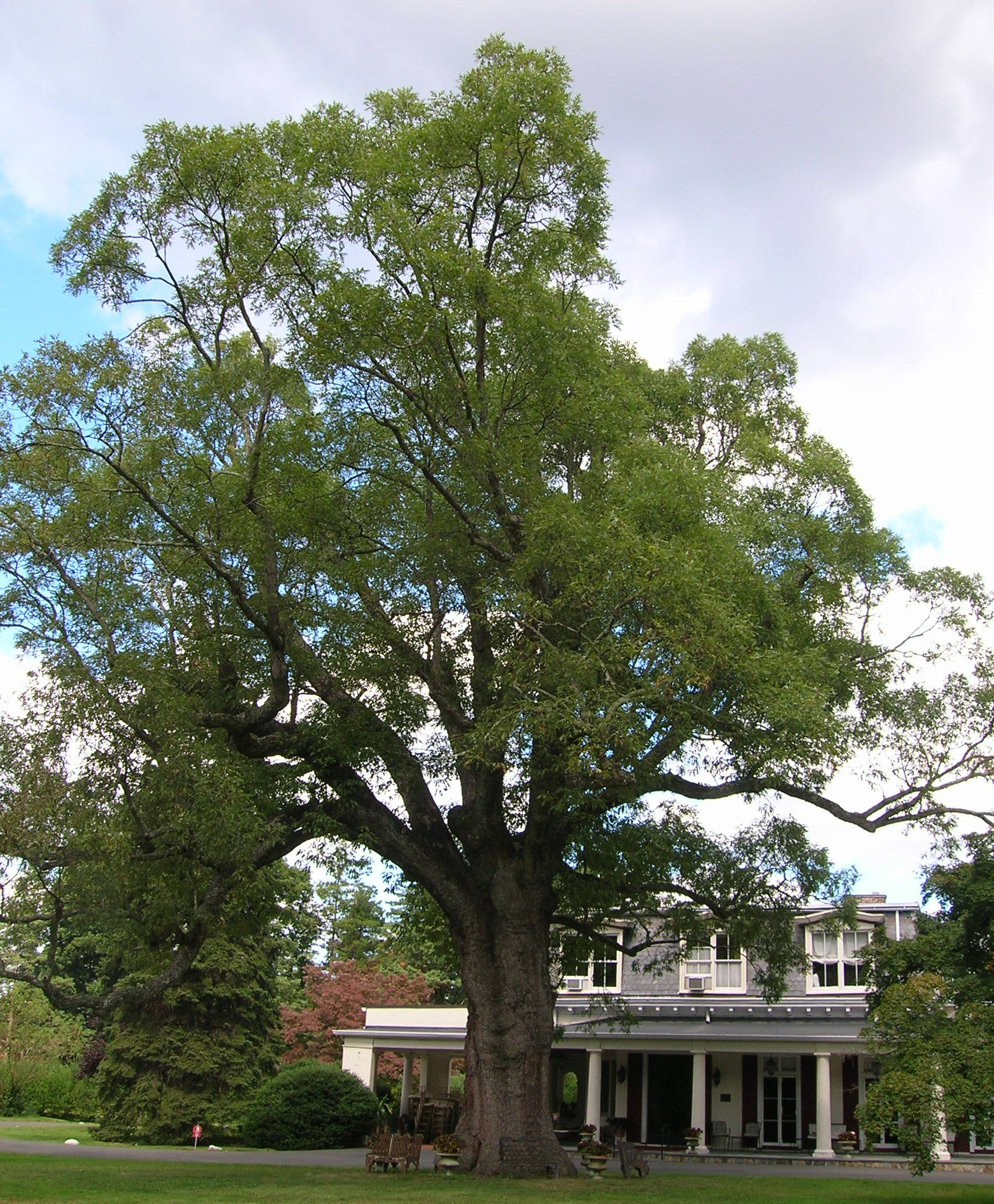
スカーズデール・ウーマンズ・クラブの歴史的なオークの木（2012年9月）

1891年、Arthur Suburban Home Companyが150-エーカー (0.61 km2)の農場を購入し家族の住宅地へ転換し、田舎から郊外へのコミュニティの変換を始めた。市民の機関はすぐに現れた。Heathcote Association（1904年）、Town Club（1904年）、Scarsdale Woman's Club（1918年）、Scarsdale League of Women Voters（1921年）などである。スカースデイル高校とグリーンエーカーズ小学校が1912年に建設され、エッジウッド小学校は1918年に開校した。最初の店は1912年にポパムロードとガースロードの角に開店した。1915年までに人口は3千人に達した。1930年までには1万人に到達した。
1940年、ドイツの外交員Gerhardt Alois Westrickは、スカースデイルにある家で秘密裏にアメリカの財界人と会ったが、ニューヨークのBritish Security Coordinationにより作られたNew York Herald Tribuneの記事への反応という世間の圧力により家族はコミュニティから追われた。その後彼はアメリカに非友好的な活動を追求したことにより追放された。

### 1945年-現在

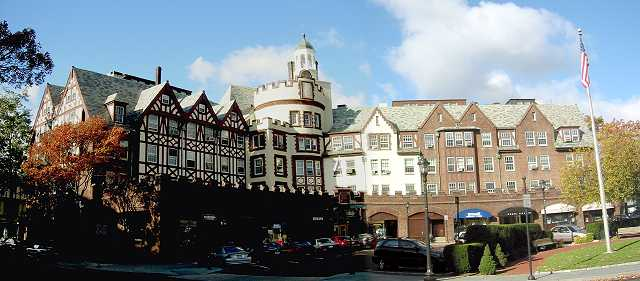
ハーウッド・コート

Otto Dohrenwend率いる「10の委員」が公立学校で「共産主義者の侵入」を主張していた1950年代に、スカースデールが国家論争の対象となった。町の徹底的な調査により、これらの主張は拒否された。役者の中（オジー・デイヴィス、ルビー・ディー、ピート・シーガー）には「共産主義者の共感者や破壊活動家」と言われた人もいたため、スカースデイル市民委員会として知られる同集団は1963年に公立高校でフリーダム・ライダーズが利益を得るのを防ぐために訴えた。
1961年にはさらなる論争が町を覆った。Charles S. McCallister率いるスカースデイル・カントリークラブが、ユダヤ教から米国聖公会へ改宗した若い男Michael Cunningham Hernstadtが、クラブに来るのが初めてだった若い女性Pamela Nottageをエスコートするのを拒否したことである。その時、建物からユダヤ人を締め出すのがクラブの方針であった。これに対し、Saint James the Less教会のGeorge French Kempsell師はクラブの決定を支持するものが聖体を拝領することを禁止すると発表した。この出来事は町の反ユダヤ主義の衰退の転機となった。
1928年より歴史的に有名なWayside Cottageにあったスカースデイルの公立図書館は1951年にWhite Plains Post Roadに移転した。図書館の背後の原動力はニューヨークの出版業者S. Spencer Scottであった。彼は1938年に村が建物の資金調達を拒否したのちにこの計画に10万ドルを調達した。新しい図書館は2万7千冊の本とともに開館し、Sylvia C. Hiltonが最初の司書として働いた。
町の5つの小学校のうち最後に開校したヒースコート校は1953年9月に開館した。この100万ドルかけた建築上のランドマークはシカゴのPerkins & Willにより設計された。ニューヨーク州公立学校委員会の委員長Walter B. Cockingが献呈演説を行った。
1967年、国務長官でありかつて長らく居住者であったディーン・ラスクはベトナム戦争の真っ最中にスカースデイルに戻り、町のマン・オブ・ザ・イヤーを受賞したが、無言の抗議とともに迎えられた。
スカースデールはアメリカ最高裁判決のテーマとなったことがある。1985年のACLU v. Scarsdaleで、これにより公共の場所に置かれるキリスト出生に関するいわゆる「トナカイルール」が確立され、地元の宗教団体が公的財産にキリスト生誕の像を設置する権利を支持した。
1985年の事例Board of Trustees of Scarsdale v. McCrearyでも最高裁判所に関わっている。これは公的財産の私的に後援されたキリスト出生像の展示に関するものである。
Caleb Hyatt House、スカースデイル駅、Scarsdale Woman's Club、United States Post Office、Wayside Cottageは国家歴史登録財に入っている。

#### 歴史家
スカースデイルの村の最初の公式歴史家はRichard Ledererである。Ledererは1993年に亡くなり、Irving J. Sloanに引き継がれた。2008年にSloanが亡くなり、Eric Rothschildが村の歴史家の地位に就くと推測されている。

## 地理・気候
国勢調査局によると、村の総面積は6.6平方マイル (17 km2)であり、0.15%は水地である。マンハッタンのミッドタウンから約35キロメートルのところにあり、メトロノース鉄道の急行で約30分でアクセス可能である。湿潤大陸性気候の地帯にあり（ケッペンの気候区分でDfa）、冬は寒く雪が多く、夏は熱く湿度が高く4つの季節に分かれている。
| Scarsdale, New Yorkの気候                                            | Scarsdale, New Yorkの気候 | Scarsdale, New Yorkの気候 | Scarsdale, New Yorkの気候 | Scarsdale, New Yorkの気候 | Scarsdale, New Yorkの気候 | Scarsdale, New Yorkの気候 | Scarsdale, New Yorkの気候 | Scarsdale, New Yorkの気候 | Scarsdale, New Yorkの気候 | Scarsdale, New Yorkの気候 | Scarsdale, New Yorkの気候 | Scarsdale, New Yorkの気候 | Scarsdale, New Yorkの気候 |
| 月                                                                   | 1月                       | 2月                       | 3月                       | 4月                       | 5月                       | 6月                       | 7月                       | 8月                       | 9月                       | 10月                      | 11月                      | 12月                      | 年                        |
| -------------------------------------------------------------------- | ------------------------- | ------------------------- | ------------------------- | ------------------------- | ------------------------- | ------------------------- | ------------------------- | ------------------------- | ------------------------- | ------------------------- | ------------------------- | ------------------------- | ------------------------- |
| 最高気温記録 °F （°C）                                               | 73 (23)                   | 75 (24)                   | 86 (30)                   | 96 (36)                   | 97 (36)                   | 99 (37)                   | 104 (40)                  | 102 (39)                  | 101 (38)                  | 89 (32)                   | 82 (28)                   | 77 (25)                   | 104 (40)                  |
| 平均最高気温 °F （°C）                                               | 39.2 (4)                  | 42.9 (6.1)                | 51.4 (10.8)               | 62.6 (17)                 | 73.8 (23.2)               | 81.6 (27.6)               | 86.0 (30)                 | 83.9 (28.8)               | 76.1 (24.5)               | 65.4 (18.6)               | 55.1 (12.8)               | 43.8 (6.6)                | 63.48 (17.5)              |
| 平均最低気温 °F （°C）                                               | 20.1 (−6.6)               | 22.3 (−5.4)               | 29.1 (−1.6)               | 38.4 (3.6)                | 47.2 (8.4)                | 56.8 (13.8)               | 62.3 (16.8)               | 60.8 (16)                 | 53.0 (11.7)               | 41.2 (5.1)                | 34.6 (1.4)                | 25.6 (−3.6)               | 40.95 (4.97)              |
| 最低気温記録 °F （°C）                                               | −10 (−23)                 | −5 (−21)                  | 2 (−17)                   | 17 (−8)                   | 29 (−2)                   | 38 (3)                    | 49 (9)                    | 44 (7)                    | 34 (1)                    | 27 (−3)                   | 12 (−11)                  | −4 (−20)                  | −10 (−23)                 |
| 降水量 inch （mm）                                                   | 3.56 (90.4)               | 2.84 (72.1)               | 4.07 (103.4)              | 4.16 (105.7)              | 4.33 (110)                | 3.44 (87.4)               | 4.20 (106.7)              | 3.93 (99.8)               | 4.37 (111)                | 3.67 (93.2)               | 4.09 (103.9)              | 3.80 (96.5)               | 46.46 (1,180.1)           |
| 降雪量 inch （cm）                                                   | 9.8 (24.9)                | 10.9 (27.7)               | 6.8 (17.3)                | 1.4 (3.6)                 | .2 (0.5)                  | 0 (0)                     | 0 (0)                     | 0 (0)                     | 0 (0)                     | .1 (0.3)                  | .8 (2)                    | 8.6 (21.8)                | 38.6 (98.1)               |
| 平均降雨日数 （≥0.01 in）                                            | 8.5                       | 8.1                       | 9.3                       | 9.8                       | 10.9                      | 9.3                       | 9.0                       | 8.7                       | 7.6                       | 6.7                       | 9.2                       | 9.4                       | 106.5                     |
| 出典1：Weatherbase                                                   |                           |                           |                           |                           |                           |                           |                           |                           |                           |                           |                           |                           |                           |
| 出典2：Homefacts (precipitation only) The Weather Channel (extremes) |                           |                           |                           |                           |                           |                           |                           |                           |                           |                           |                           |                           |                           |

## 人口統計
2000年の国勢調査では、17,823人、5,662世帯、4,993家族が住んでいた。人口密度は1,036.4人/km²であった。5,795の住宅があり、平均密度は337.0軒/km²であった。
人種は白人（非ヒスパニック）84.1%、アジア系12.6%、アフリカ系アメリカ人1.5%、ヒスパニックまたはラテン系2.6%であった。
5,662世帯のうち、51.0%に18歳未満の子供がおり、81.8%が夫婦で一緒に住んでおり、5.0%が夫がおらず女性が世帯主、11.8%が非家族であった。全世帯の10.6%は個人であり、6.3%は65歳以上の一人暮らしであった。世帯の平均構成人数は3.14であり、家族の平均構成人数は3.35人であった。
年齢分布は18歳未満が32.8%、18歳～24歳が4.0%、25歳～44歳が22.8%、45歳～64歳が28.7%、65歳以上が11.6%である。平均年齢は40歳である。女性100人当たりの男性人数は94.4人である。18歳以上の女性100人に対する男性人数は89.2人である。
世帯の平均収入は18万2792ドルであり、家族の平均収入は29万1542ドルであった。平均収入の男性対女性比は10万ドル当たり6万2319ドルであった。1人当たりの収入は8万9907ドルであった。これは国内で59番目に高い所得であり、人口が1万人以上の町では2番目である。家族の約1.7%、人口の2.8%は貧困線以下にあり、18歳未満は3.2%、65歳以上は2.3%が含まれていた。ニューヨーク市の富裕な郊外として知られており、様々な富裕ランキングで高い位置に常にいる。2013年にはCNNマネーリスト"top earning towns"の1位にランクインし、家計収入の中央値は30万ドルに近かった。2016年の調査によると、ニューヨーク州の中で小企業にとって良い都市で2位にランクインされた。

### 民族
2000年当時、ニューヨークで働く日本人にとって住みやすい所であった。ニューヨーク・タイムスのLisa W. Foderaroによると、日本人の間では良い住宅や学校がある場所として知られていた。ニューヨーク市で仕事をする多くの日本人ビジネスマンはスカースデイルに移動することを希望していた。日本人が大量に定住したことは、アメリカの人々、特にスカースデイル高校の生徒の間で摩擦を引き起こすこととなった。日本人居住者は市民ではなく、アメリカ政治に精通していなかったこともあり、町の政治活動の多くに参加することができなかった。
ユダヤ人の大きなコミュニティーがある。

## 教育

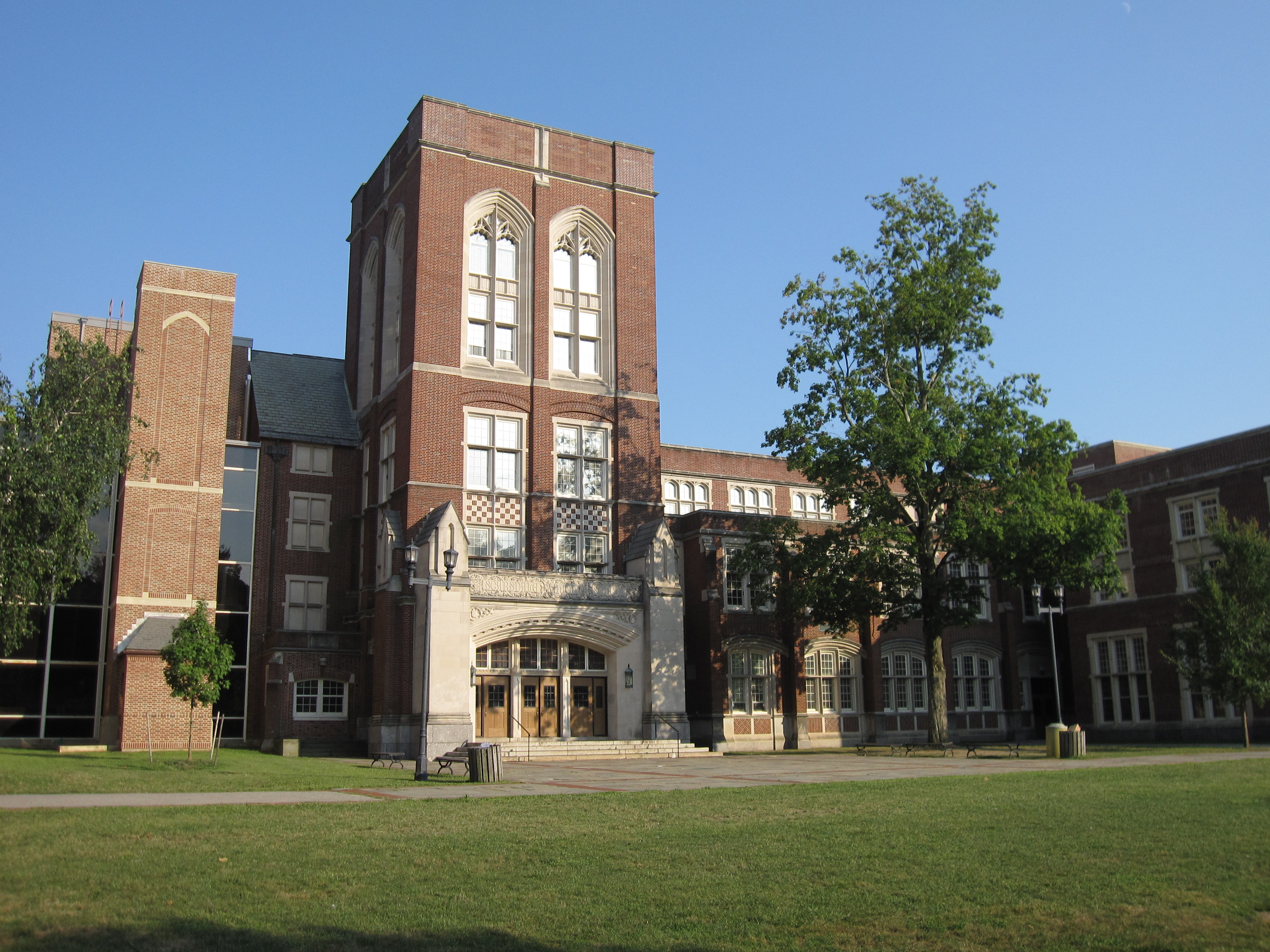
Brewster Roadから撮ったスカースデイル高校

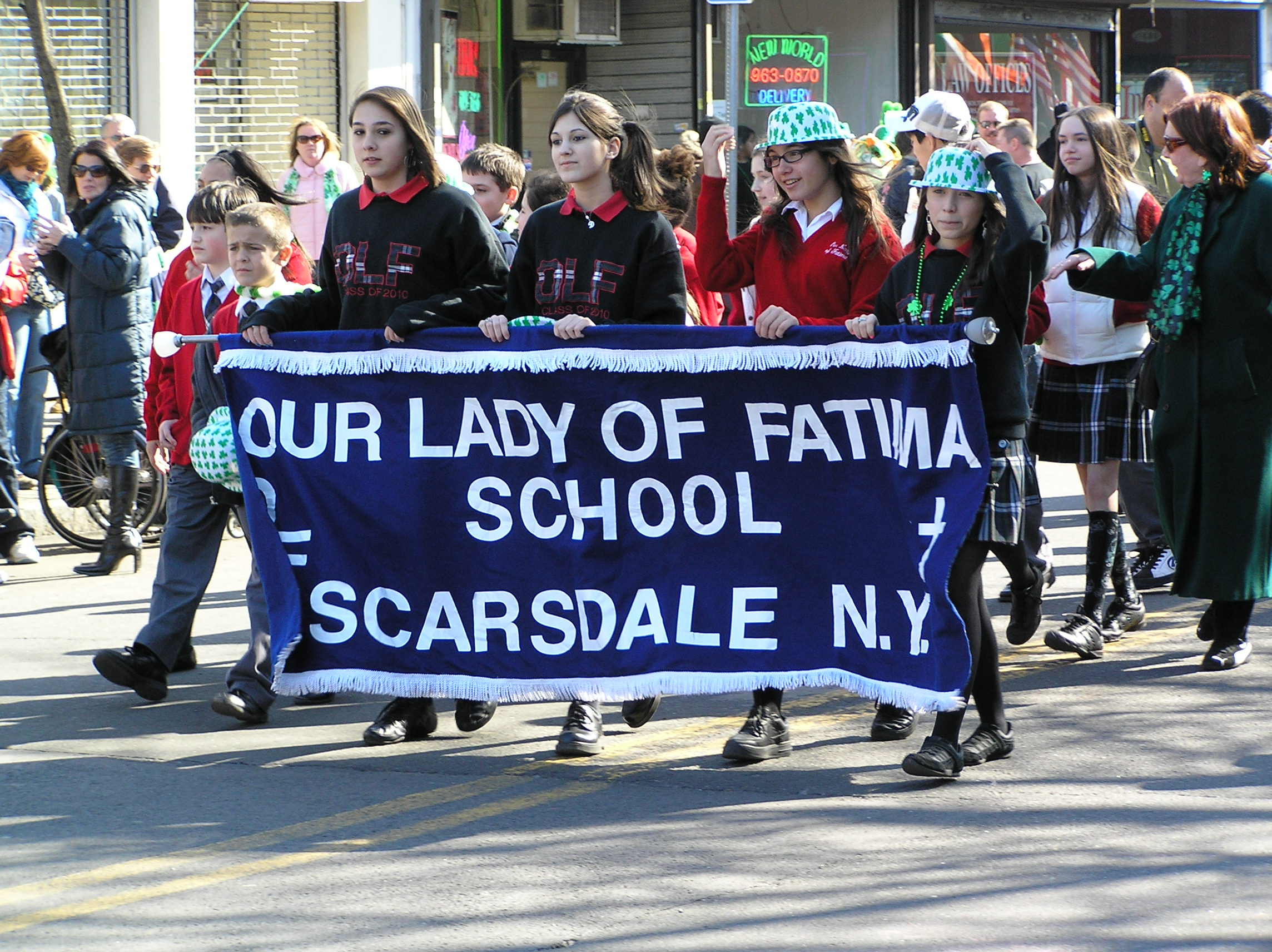
スカースデイルのOur Lady of Fatima Schoolの学生たちが Yonkers Saint Patrick's Day Paradeで行進する様子

スカースデイル公立学区は小学校区Edgewood、Fox Meadow、Greenacres、Heathcote、Quaker Ridgeで5つの小学校を運用している。これらの学区は自治会の一部であり、スカースデイル中学、スカースデイル高校も同様である。
スカースデイルと郵便番号が共通する近隣のGreenburghという町では、Edgemont Union Free School Districtがある。この地区は、GreenvilleとSeely Placeという2つの小学校と7歳から12歳の生徒を受け入れるEdgemont Junior/Senior High Schoolから構成されている。地区には所有する中学校はないが、その代わりに7-8年のミドルスクールと、9-12年のハイスクールが組み合わされている。
French-American School of New York (FASNY) はスカースデイルに就学前のキャンパスを持っている。

## 図書館
ここの図書館はWestchester Library Systemの38の公共図書館の1つである。2万5千平方フィートの図書館には14万7千冊以上の本と視聴覚資料が収蔵されている。のべおよそ39万7084のアイテムが貸出されている。

## 消防
フルタイムの火災救助は派遣されたプロの消防士47人、スカースデイル消防署のボランティア消防士95人により行われている。派遣された人には部長、7人の隊長補佐、消防士がいる。ボランティア消防士はSFDの3つのボランティア消防会社からの人でなっている。現在3つの消防署があり、4機のエンジン（予備1台）2台の梯子（予備1台）1つのユーティリティユニットの消防装置の車隊を運営している。入り交じった消防隊員は2013年に約1400件の緊急コールに対応した。

## 郵便
スカースデイルのZIPコードは10583である。中央郵便局はChase Roadにあり、建物がN国家歴史登録財になっている。
10583のZIPコードは以下の地域で使われており、その全人口は村の人口の2倍ある。これらの地域にはさらに2つの郵便局がある。さらにニューロシェル市は郵便局が位置し、コード10583が割り当てられている。この郵便局はWilmot RoadのGolden Horseshoeショッピングセンターにあり、ニューロシェルの"Northend"にある地域にサービスをしている。

## イベント
スカースデイル・タウン・プールは2007年のEmpire State Gamesの会場であった。チャリティの年1回の自動車ショーScarsdale Concours d'Eleganceの本拠地であり、Southern Westchester Food やWine Festivalも開催されている。

## ローカルメディア
週刊新聞であるThe Scarsdale Inquirerが地域の問題をレポートしている。この新聞は1901年に出版された。3つのPEG (Public, Educational, Government)ケーブルテレビ局のサービスが提供されている。42,76チャンネルでScarsdale Public Television (SPTV)、43,75チャンネルでScarsdale Government Television、27,77チャンネルでScarsdale Public Schools (SPS) TVである。